# Monococcus echinophorus
Monococcus echinophorus ist die einzige Pflanzenart der Gattung Monococcus aus der Familie der Kermesbeerengewächse (Phytolaccaceae). Sie stammt aus Australien und von pazifischen Inseln.

## Beschreibung
Monococcus echinophorus wächst als Strauch mit Wuchshöhen von 1 bis 3 Meter. Die Rinde junger Zweige ist fein behaart. Die wechselständigen Laubblätter sind in Blattstiel und Blattspreite gegliedert. Der Blattstiel ist zwischen 5 und 15 Millimeter lang. Die mit einer Länge von 3 bis 10 Zentimeter und einer Breite 1 bis 3 Zentimeter eiförmige bis lanzettliche Blattspreite besitzt einen glatten bis unregelmäßig gekerbten und gewellten Blattrand.
Monococcus echinophorus ist einhäusig (Monözie) oder zweihäusig (Diözie) getrenntgeschlechtig. Die Blüten stehen in einem end- oder seitenständigen, herabhängenden traubigen Blütenstand zusammen, der sich bis zur Fruchtzeit, dann als Fruchtstand, auf bis zu 25 Zentimeter Länge streckt. In den Achseln von zwei Deckblättern stehen auf kurzen Blütenstielen die Blüten. Die stets eingeschlechtigen Blüten weisen lediglich eine Länge von 2 bis 3 Millimeter auf. Die vier Blütenhüllblätter sind weiß. Die männlichen Blüten enthalten zehn bis zwanzig Staubblätter. Die weiblichen Blüten enthalten ein einziges Fruchtblatt.
Die 4 bis 6 Millimeter lange Achäne ist klettenartig mit Haken bedeckt, zunächst grün, dann braun und enthält nur einen Samen.
Monococcus echinophorus blüht im australischen Winter.

## Vorkommen
Monococcus echinophorus kommt in New South Wales und Queensland in Australien küstennah im subtropischen Regenwald oder entlang der meeresküstennahen Ufer der Flüsse vor. Von den vorgelagerten pazifischen Inseln stammen einige weitere Funde. Sie ist in ihren Habitaten selten und ein Endemit der australischen Ostküste.

## Systematik
Die Gattung Monococcus wurde im Juli 1858 von Ferdinand von Müller in den Fragmenta Phytographiae Australiae, Band 1, erstbeschrieben. Ihr Artepitheton echinophorus bezieht sich auf die hakenbesetzten Früchte und bedeutet übersetzt „igeltragend“.

## Ergänzende Literatur
- P. F. Vanvinckenroye, Louis P. Ronse Decraene, Erik F. Smets: The floral development of Monococcus echinophorus (Phytolaccaceae). In: Canadian Journal of Botany. 75, S. 1941–1950.
- Steven Jansen, Louis P. Ronse Decraene, Erik Smets: On the Wood and Stem Anatomy of Monococcus echinophorus (Phytolaccaceae s.l.) In: Systematics and Geography of Plants. Vol. 70, No. 1, 2000, S. 171–179.